# Kỷ lục thế giới
Một kỷ lục thế giới thông thường là một thành tựu tốt nhất được ghi nhận lại và được chính thức xác nhận đối với một kỹ năng cụ thể hoặc một môn thể thao nào đó. Cuốn sách Kỷ lục Thế giới Guinness thu thập và công bố các kỷ lục nổi bật thuộc mọi thể loại, từ những cái đầu tiên trong lịch sử, những thành tựu tốt nhất và tệ nhất của con người cho tới những cái nhất của giới tự nhiên và hơn thế nữa. Trang web RecordSetter cũng đã bắt đầu bước vào lĩnh vực này, nhưng với một chính sách có phần dễ dãi hơn. Một tổ chức quốc tế khác là Liên minh Kỷ lục Thế giới (World Records Union), được thành lập vào năm 2002, cũng đang hướng đến việc lập ra trung tâm dữ liệu chung về kỷ lục thế giới của riêng mình.

## Trong văn hóa
Ở Malaysia, việc thiết lập những kỷ lục thế giới đã trở thành một xu hướng khá phổ biến trong người dân. Ở Ấn Độ cũng vậy, và họ có những tổ chức của riêng họ để thực hiện việc ghi nhận và xác lập các kỷ lục thế giới như Sách Kỷ lục Limca, Những kỷ lục Thế giới độc đáo, Quỹ nghiên cứu Hỗ trợ Kỷ lục Thế giới, Sách Kỷ lục Ấn Độ, Sách Kỷ lục châu Á và Kỷ lục Thế giới Ấn Độ. Ở Việt Nam, dự án Sách Kỷ lục Việt Nam được khởi động lần đầu tiên vào năm 2004 và dần dần Tổ chức Kỷ lục Việt Nam đã trở thành tổ chức hàng đầu trong việc vinh danh những kỷ lục Việt Nam.

## Trong thể thao
Một số môn thể thao có những kỷ lục thế giới được công nhận bởi các cơ quan quản lý thể thao tương ứng:
- Danh sách kỷ lục thế giới trong bơi lội